# Patinação de velocidade em pista curta nos Jogos Olímpicos de Inverno de 1992
A patinação de velocidade em pista curta estreou oficialmente como modalidade olímpica nos Jogos Olímpicos de Inverno de 1992. Em 1988 o esporte havia figurado apenas como demonstração. Os quatro eventos foram disputados no Halle Olympique , em Albertville, na França.

## Medalhistas
Masculino
| Evento                      | Ouro                                                              | Prata                                                                                       | Bronze                                                                        |
| --------------------------- | ----------------------------------------------------------------- | ------------------------------------------------------------------------------------------- | ----------------------------------------------------------------------------- |
| 1000 metros detalhes        | Kim Ki-Hoon KOR Coreia do Sul                                     | Frédéric Blackburn CAN Canadá                                                               | Lee Joon-Ho KOR Coreia do Sul                                                 |
| Revezamento 5000 m detalhes | Kim Ki-Hoon Lee Joon-Ho Moo Ji-Soo Song Jae-Kun KOR Coreia do Sul | Frédéric Blackburn Laurent Daignault Michel Daignault Sylvain Gagnon Mark Lackie CAN Canadá | Yuichi Akasaka Tatsuyoshi Ishihara Toshinobu Kawai Tsutomu Kawasaki JPN Japão |

Feminino
| Evento                      | Ouro                                                                     | Prata                                                                        | Bronze                                                                                  |
| --------------------------- | ------------------------------------------------------------------------ | ---------------------------------------------------------------------------- | --------------------------------------------------------------------------------------- |
| 500 metros detalhes         | Cathy Turner USA Estados Unidos                                          | Li Yan CHN China                                                             | Hwang Ok-Sil PRK Coreia do Norte                                                        |
| Revezamento 3000 m detalhes | Angela Cutrone Sylvie Daigle Nathalie Lambert Annie Perreault CAN Canadá | Darcie Dohnal Amy Peterson Cathy Turner Nikki Ziegelmeyer USA Estados Unidos | Yulia Alagulova Natalia Issakova Viktoria Troitskaya Yulia Vlasova EUN Equipa Unificada |

## Quadro de medalhas
| Ordem | País                 | Medalha de ouro | Medalha de prata | Medalha de bronze |    |
| ----- | -------------------- | --------------- | ---------------- | ----------------- | -- |
| 1     | KOR Coreia do Sul    | 2               |                  | 1                 | 3  |
| 2     | CAN Canadá           | 1               | 2                |                   | 3  |
| 3     | USA Estados Unidos   | 1               | 1                |                   | 2  |
| 4     | CHN China            |                 | 1                |                   | 1  |
| 5     | PRK Coreia do Norte  |                 |                  | 1                 | 1  |
| 5     | EUN Equipa Unificada |                 |                  | 1                 | 1  |
| 5     | JPN Japão            |                 |                  | 1                 | 1  |
| TOTAL | TOTAL                | 4               | 4                | 4                 | 12 |